# TV Alerj
TV Alerj é um canal de televisão aberto brasileiro pertencente à Assembleia Legislativa do Estado do Rio de Janeiro. Fundado em 2004 e originalmente transmitido por operadoras de TV por assinatura e desde 2016, passou ser disponibilizado gratuitamente através do sinal digital no município de Campos dos Goytacazes no Norte Fluminense. O canal mostra as sessões do parlamento fluminense e programas jornalísticos.

## Sinal
A TV Alerj passou a operar em sinal digital aberto na cidade do Rio de Janeiro a partir da em maio de 2020. Os equipamentos de transmissão foram instalados na Serra do Mendanha e o sinal foi disponibilizado para a Zona Oeste do Rio de Janeiro. As outras regiões do município terão acesso à abertura do canal legislativo em janeiro de 2018, data prevista para a infraestrutura de transmissão chegar ao Morro do Sumaré. O que não aconteceu.
Em maio de 2020  a TV Alerj entrar no ar em fase de testes e em agosto de 2020, o sinal do canal legislastivo entra em definitivo na multiprogramação carioca, junto da TV Senado, Rio TV Câmara e TV Câmara 

## Futebol e Carnaval
Em Maio de 2021 a emissora legislativa anuncia que irá transmitir as divisões inferiores do Campeonato Carioca. em parceiria com a FERJ  e a TVNSports; o primeiro jogo foi   a vitória do Paduano  por um a zero em cima do Uni Souza Futebol Clube peLa Série C do Campeonato Carioca..O único gol da partida foi feito por Dudu ao 20 minutos do primeiro tempo.
Sua equipe esportiva da TV Alerj é formada de por profissionais experientes do jornalismo esportivo, com passagens em emissoras de rádio e transmissão online. e após ter iniciado as transmissões futebolísticas, a TV Alerj anunciou em junho de 2021 a parceria com a LIESB a partir de 2022 para transmitir o Carrnaval da Intendente Magalhães, com os Desfiles da Série Prata e Série Bronze. sendo renovado pra 2023.